# Van Horn, Texas
Van Horn là một thị trấn thuộc quận Culberson, tiểu bang Texas, Hoa Kỳ. Năm 2010, dân số của thị trấn này là 2063 người.

## Dân số
- Dân số năm 2000: 2435 người.
- Dân số năm 2010: 2063 người.